# سنگ بستر
سنگ بستر (به انگلیسی: Bedrock) در زمین‌شناسی، صخره سخت زیرین خاک، پوشش زیر خاک، و دیگر مواد سنگی سست و لقی است که بیش‌تر سطح خشکی‌های زمین با آن پوشیده شده‌است. خاک و سایر مواد تحکیم‌نیافته و غیریک‌پارچه سطحی بر روی سنگ بستر قرار دارد.
سنگ بستر پیوسته زیرین مانند گرانیت، ماسه سنگ و سنگ آهک. در صورتی که افق مجاور از جنس سنگ مادر باشد، علامت R به تنهایی به کار می‌رود. در صورتی که مواد افق مجاور شبیه سنگ‌های مادری نباشد، حرف R به همراه اندیس‌های یونانی که ناپیوستگی سنگی را بیان می‌کند، استفاده می‌شود.

## اجزای سنگ بستر
سنگ بستر اساساً به زیربنایی متشکل از صخره‌های سختی که در معرض یا مدفون در سطح زمین هستند، اشاره دارد؛ بخشی آشکار از سنگ بستر، غالباً برون‌زد نامیده می‌شود. سنگ بستر ممکن است ترکیبات شیمیایی و کانی‌شناسی متفاوتی داشته باشند و آنها در اصل می‌توانند سنگ آذرین یا سنگ دگرگونی یا سنگ رسوبی باشند. سنگ بستر ممکن است توسط سنگ‌پوشه شکسته یا هوازده که شامل لایه خاک و خاک زیرین می‌شود، پوشانده شود.